# Tiempos Del Mundo
Tiempos Del Mundo  — еженедельная газета на испанском языке, офис которой расположен в Вашингтонe, США.
Газета издавалась c 1996 года для латиноамериканского населения США и стран Южной Америки, была закрыта в 2007 году.

## История
Газета основана Мун Сон Мёном в 1996 году. Выпускается в Майами и доставлялась по Южной Америке. Газета так же издавалась в Аргентине, Доминиканской Республике, Никарагуа, Гватемале с 1998 года до 2006 год. Целью газеты было распространять в странах Южной Америки идеи Муна о борьбе с коммунизмом.

## Основные события
На первой публичной программе газеты Президент США Джордж Буш произнёс поздравительную речь и организовал встречу для основателя газеты Мун Сон Мёнва с аргентинским президентом Карлосом Менемом.
В 2000 году газета была информационным ресурсом фестиваля "Поэзия за мир" в Колумбии.
В 2002 году газета поднимала вопросы конституционной реформы в Перу.
В 2003 году газета была аккредитована на встрече Кофи Аннана и Международного фонда Рауля Валленберга (аргентинская неправительственная организация) по случаю 90-летия со дня рождения шведского дипломата Рауля Валленберга.
C 2004 года газета закрыла печатную версию и публикуется на ресурсе агентства United Press International.
В 2006 году газета вещала для испаноязычной аудитории об урагане Катрина.
В 2007 году газета полностью прекратила работу.